# Cyclanthera
Genre
Cyclanthera est un genre de plante à fleurs de la famille des Cucurbitaceae.
Ce genre comprend environ 75 d'espèces de plantes herbacées originaires d'Amérique centrale et d'Amérique du Sud.
La plus connue est Cyclanthera pedata, le concombre des Andes.
Le nom générique, Cyclanthera, a été forgé à partir de deux racines grecques,  kyklos, cercle, et anthera, anthère, en référence à la disposition des étamines..

## Liste d'espèces
Selon Catalogue of Life (31 août 2013) :
- Cyclanthera dissecta
- Cyclanthera pedata

Selon ITIS (31 août 2013) :
- Cyclanthera dissecta (Torr. & A. Gray) Arn.
- Cyclanthera pedata (L.) Schrad.

Selon NCBI (31 août 2013) :
- Cyclanthera brachystachya
- Cyclanthera carthagenensis
- Cyclanthera pedata
- Cyclanthera tonduzii